# Tarasowata Turnia

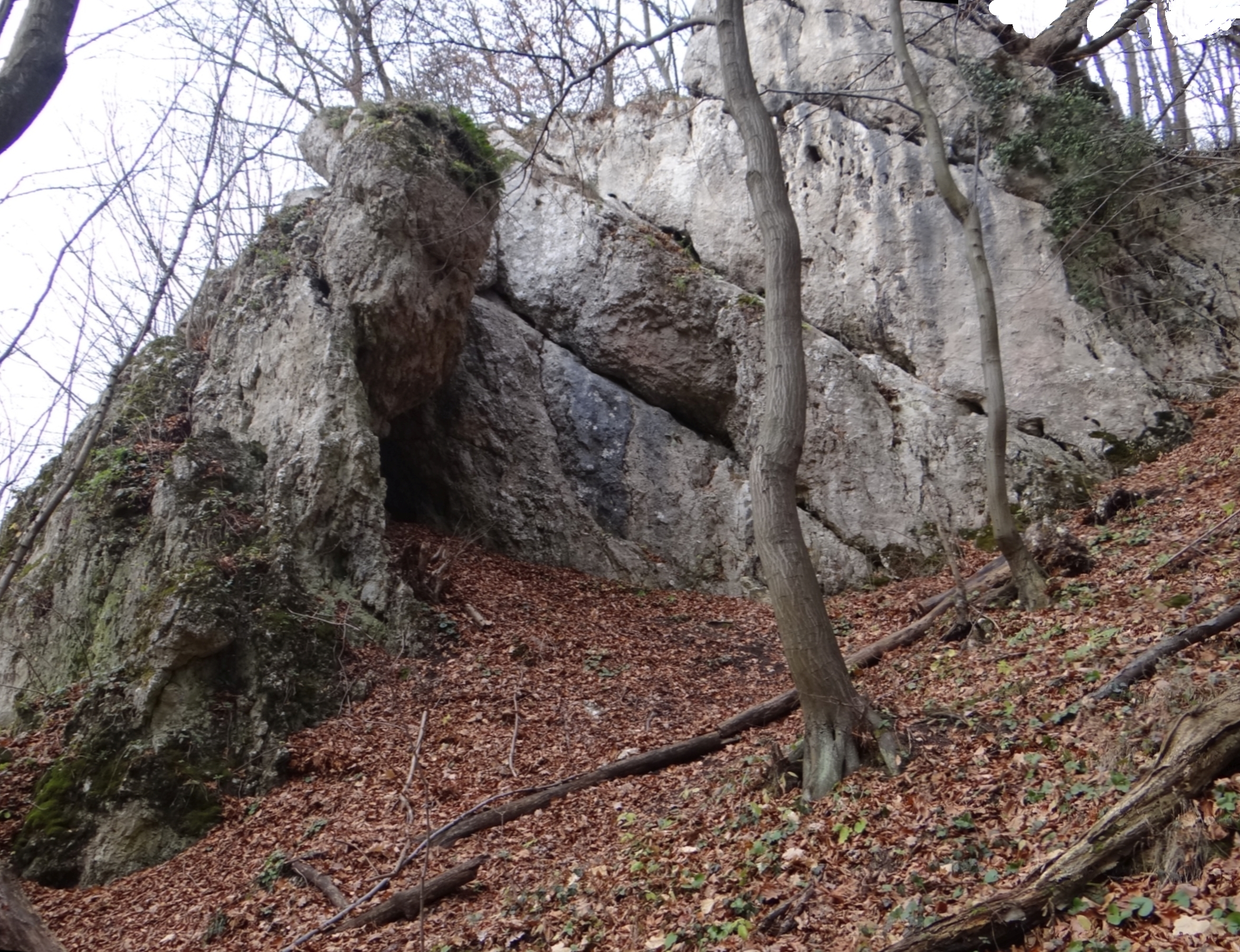

Tarasowata Turnia – skała w Dolinie Kobylańskiej na Wyżynie Olkuskiej, w miejscowości Karniowice, w gminie Zabierzów, w powiecie krakowskim, w województwie małopolskim. Znajduje się w lesie, w środkowej części doliny, w jej orograficznie lewych zboczach, w miejscu, gdzie dolina tworzy wyraźny zakręt i uchodzi do niej boczny, suchy wąwóz. Tarasowata Turnia znajduje się w prawych zboczach wylotu tego wąwozu, naprzeciwko Kruchej Turni.
Tarasowata Turnia to niewielka skała wapienna o wysokości 8–10 m, wzbudziła jednak zainteresowanie wspinaczy skalnych. Zaliczają ją do Grupy Płetwy. Ma ściany miejscami pionowe, miejscami połogie z filarem. Na jej zachodniej i północno-zachodniej ścianie poprowadzili 5 dróg wspinaczkowych o trudności IV– VI.2 w skali Kurtyki. Trzy z nich posiadają asekurację: 4-5 ringów (r) i stanowisko zjazdowe (st) lub dwa ringi zjazdowe (drz). Powyżej Tarasowatej Turni znajduje się Szczelina w Środku Doliny.

## Drogi wspinaczkowe
1. Lewa Tarasowata; IV
2. Ulice jak stygmaty; VI.1, 5r + st, 15 m
3. Wariant odwłoka; VI+, 1r + st, 15 m
4. Środek Tarasowatej; V, 8 m
5. Marchew w butonierce; VI.2, 4r + drz, 15 m[3].